# 김대중 내란음모 조작 사건
김대중 내란음모 조작 사건(金大中內亂陰謀造作事件)은 1980년 신군부 세력이 김대중을 비롯한 민주화 운동가 20여 명을 조선민주주의인민공화국 김일성의 사주를 받아 내란음모를 계획하고 폭동을 일으켰다는 혐의로, 군사재판에 회부해서 사형을 선고한 사건이다. 허나 집행은 이루어지지 않았고 김대중은 2004년 재심을 통해 무죄를 선고받았다.
1993년 10월 18일에 열린 국회 국정감사 법사위원회에서 민주당 강수림 의원은 "1980년 당시 계엄법에는 군법회의가 국가보안법 위반사건을 다룰 권한이 없는데도 유죄판결을 내린뒤 1981년 뒤늦게 계엄법을 개정하여 상식밖의 탈법을 저질렀다"고 하면서 "군검찰이 광주시민 학살에 대해 수사를 할 용의가 있는가"라고 추궁하였다.

## 신군부의 정치인 체포 계획
신군부는 비상계엄 확대 조치를 수단으로 초헌법적 비상기구인 국보위의 설치, 민주화 일정 등이 논의될 임시국회의 조기 해산 등을 주요 내용으로 하는 집권 시나리오인 '시국수습방안'을 기획했다.
5월 초 전두환은 보안사 대공처장 이학봉에게 지시, 당시 계엄 해제 및 신군부의 퇴진 등을 요구하는 대학가의 민주화 시위를 제압하고 학생 시위를 배후조종하는 정치인, 재야인사, 복학생 등을 예비검속 강제 체포토록 했다. 전두환의 지시에 따라 이학봉은 주요 정치인과 재야인사, 학생들을 국기문란자와 권력형 부정축재자로 각각 분류한 두개의 수사계획서를 마련해, 전두환에게 5월15일 최종보고를 했고 대상자들에 대해 곧바로 연행체포작업에 들어갔다.
5월 13일 김대중은 기자회견을 갖고 "북한 공산집단이 우리의 과도기를 이용하여 남한에 대해 폭력에 의한 그들의 야욕을 성취하려는 음모를 획책하려는 일이 절대 없기를 엄중 경고한다."면서 "국민과 학생, 근로자들은 질서를 지키고 사회 안정을 유지하여 북한공산집단이 오판할 계기를 주지 말하야 한다"라고 발표하여, 학생 운동권의 질서 유지를 당부했다.
5월 16일 재야 정치단체 '국민연합'은 5월 7일 날 한 성명을 다시 한 번 확인하고,‘계엄 해제', '전두환 퇴진', '정치일정 구체화'를 정부가 22일까지 실행할 것을 촉구하는 성명을 발표했다. 김대중은 국민연합에 5월 20일 임시국회 소집을 이유로 18일까지 정부가 대답하라는 초안을 22일까지 연장할 것과, '계엄군이 상관 명령에 복종하지 말 것'을 요구하는 조항은 내란선동에 걸린다는 이유로 삭제할 것을 당부했다.

## 김대중 내란음모 재판
1980년 5월 17일 신군부는 5·17 비상계엄 전국확대 조치를 내리면서 동시에 김대중, 김종필을 비롯한 정치인과 재야인사들을 체포했다. 이날 김대중도 학생·노조소요관련 배후조종 혐의로 동교동 자택에서 수경사 헌병단에 의해 체포됐다.
5월 18일부터 비상계엄 전국확대 조치로 인한 정치탄압에 항의하는 광주시민들이 광주 민주화 운동을 벌였다. 광주 민주화 운동을 진압한 신군부 세력은 민주화 인사를 탄압하기 위해 광주 민주화 운동의 주동자로 김대중을 지목하여 내란혐의로 기소했다. 신군부는 두달여의 고문을 통해 관련자의 진술을 조작해냈다.
육군본부 계엄보통군법회의(재판장 문응식 소장, 심판관 박영철 이재흥 여운건 준장, 법무사 양신기 중령)는 1980년 9월 17일 육군본부 대법정에서 19회 공판을 열어 김대중에게 내란음모 국가보안법 반공법 계엄법 외국환관리법위반 죄를 적용하여 사형을 선고했다. 또 문익환 이문영은 내란음모 계엄법위반 등을 적용하여 징역 20년에서 5년, 서남동 등 11명에게는 계엄법위반을 적용 징역 4년에서 2년을 선고했다.
육군계엄고등군법회의 재판부(재판장 유근환 소장, 심판관 백영기 준장, 법무사 장동완김진흥 김익하 중령)는 1980년 11월 3일 육군본부 대법정에서 김대중 내란음모사건 피고인 24명을 출정시킨 가운데 김대중의 항소를 기각하고 사형을 선고했다. 1심에서 징역 20년이 선고됐던 문익환 징역 15년, 이중문, 송건호, 한승헌, 유인호 등 4명에 대해 감형하고 김윤식, 이택돈 김녹영 등 3명에게는 집행유예를 선고했다.
1981년 1월 대법원은 군사재판에서 김대중에 대해 사형을 선고했으나, 당시 김대중이 "이 땅의 민주주의가 회복되면 먼저 죽어간 나를 위해서 정치보복이 다시는 행해지지 않도록 해달라"고 한 법정 최후진술이 국제사회에 알려지면서 큰 반향을 불러일으켰다. 지미 카터 전 미국 대통령, 레이건 행정부, 미국 의회와 심지어는 당시 교황인 요한 바오로 2세를 비롯한 세계 각국 지도자와 종교인, 인권단체들로부터 김대중 사형 중단 압력이 거세어짐에 따라 1월 23일 김대중의 형량은 무기징역으로 감형되었다. 얼마 후에는 20년형으로 다시 감형되었다. 이후, 국가안전기획부장 노신영이 전두환에게 김대중을 미국 망명을 할 것을 부탁하고 서약서를 제출할 것을 원하여 김대중은 전두환에게 비록 사형선고를 받았지만 정치판에 발을 들이지 않겠다는 친필 편지를 작성하게 된다.

### 서약서 전문
전두환대통령 각하, 국사에 진념하신 가운데 각하의 존체 더욱 건승하심을 앙축하나이다. 각하게서도 아시다싶이 본인은 교도소생활이 이년반에 이르렀아온데 본래의 지병인 고관절변형증과 이명 등으로 고초를 겪고 있으며 전문의에 의한 충분한 치료를 받고자 갈망하고 있읍니다. 본인은 각하게서 출국허가만 해주신다면 미국에서 이, 삼년간 체류하면서 완전한 치료를 받고자 희망하온데 허가하여 주시면 감사천만이겠읍니다. 아울러 말씀드릴것은 본인은 앞으로 국내외를 막론하고 일절 정치활동을 하지 않겠으며 일방 국가의 안보와 정치의 안정을 해하는 행위를 하지 않겠음을 약속드리면서 각하의 선처를 앙망하옵니다.— 1982년 12월 13일
김대중

### 외국의 김대중 구명운동
로널드 레이건 대통령은 캐스퍼 와인버거 미 국방부 장관과 그레그 전 대사를 한국에 급파했고, 이들은 전두환 신군부를 상대로 김대중 구명운동에 나셨다. 에드워드 케네디 미국 상원 의원은 1971년 당시 신민당 대선후보로 미국을 방문한 김대중에 대해 “당신은 한국의 존 F 케네디”라며 지지를 표명했다. 그는 1980년 김대중이 신군부에 의해 사형선고를 받자 구명운동에 앞장섰고 미국 망명 생활과 귀국 때도 큰 도움을 줬다. 케네디 의원은 1984년 4월 26일 김대중에게 보낸 편지에서 “당신과 나는 민주와 평화를 지지하는 입장을 공유하고 있다. 한국의 평화적 정권교체를 지지한다”고 썼다. 1985년 2·12 총선 전에 귀국을 결심한 김대중은 1984년 6월 “1984년 말까지 귀국하기로 결정했다”는 뜻을 서신에 담아 전했다. 케네디 의원은 1986년 5월 한국에서 민주화를 위한 김대중의 노력에 경의를 표한다는 내용의 편지를 보냈다. 당시 테네시주 상원의원이던 앨 고어 전 부통령 등은 김대중의 안전한 귀국을 보장하라며 전두환에게 편지 등을 보냈다.
독일 사민당의 1980년 9월 17일자 보도자료에 따르면 빌리 브란트 당시 사민당 총재는 “김대중씨에 대한 사형 선고는 우리 모두에게 큰 도전으로, 큰 충격을 받았다”며 “조국의 사회적 발전과 인권수호를 위해 헌신한 애국자의 노력이 이런 판결로 귀결될 수 있다는 사실을 이해할 수 없다”고 밝혔다. 그는 또 “이번 판결이 집행된다면 한국은 국제사회에서 막대한 손상을 입으므로 대통령이 판결이 수정되도록 조치할 것을 긴급히 요청한다”며 “김대중씨 구명에 모든 힘을 발휘해 줄 것을 미국 정부에도 긴급히 요청한다”고 말했다.
교황 요한 바오로 2세는 서울 주재 로마 교황청 대사관을 통해 전두환에게 두 차례 편지를 발송해 김대중의 선처를 당부했다.
이후에도 계속하여 미국을 비롯한 해외 지식인들의 강한 항의가 제기되고 급기야 로널드 레이건 미국 대통령으로부터 우회적인 압력이 들어오자 김대중 문제가 미국과의 외교 마찰로 이어질 것을 우려한 노신영 당시 안기부장은 전두환 당시 대통령에게 김대중의 석방을 건의했다. 이를 두고 고심하던 전두환은 1982년 광복절 특사 명단에 김대중을 포함시킬 예정이었지만 군 내부의 반발로 무산되었다.
그러나 얼마 후 전두환은 노신영 안기부장에게 김대중 석방을 추진하라고 지시했고, 노신영은 이희호를 통해 김대중에게 미국으로 출국하여 병을 치료하고 오라는 사실상의 망명 권유를 했다. 김대중은 처음에 이를 반대했으나, 미국으로 떠나기만 하면 주변 사람들을 더 이상 압박하지 않겠다는 노신영의 제안에 결국 이를 수락하여 1982년 12월 사형 집행정지로 출소하여 미국으로 출국했다.

## 귀국과 가택 연금
미국으로 출국한 김대중은 일체의 정치 활동을 안하기로 전두환 정부와 약속했으나, 얼마 못가 미국 내의 정치인들을 만나며 한국의 정치 현실에 대해 강력한 성토를 하는 등 전두환 정부에 대해 독재 정권이라는 비난을 했다. 그리고 1985년 12대 총선을 앞두고 한국에 귀국하겠다는 발표를 했다.
전두환은 격노하며 김대중 입국을 저지하도록 안기부에 지시했고, 미국 정부와 정치인들 역시 불과 2년 전인 1983년 여름 필리핀의 야당 지도자 베니그노 아키노가 마닐라 공항에 입국하는 순간 마르코스 독재 정권에 의해 암살되었음을 상기하며 김대중을 적극 만류했다. 그러나 김대중은 조국의 현실을 외면할 수 없다면서 감옥에 가는 한이 있더라도 귀국을 강행하겠다는 의지를 밝혔고, 이에 최창윤 당시 대통령 정무비서관은 1985년 1월 23일자 뉴욕타임즈와의 회견에서 김대중이 귀국할 경우 남아있는 형기를 다시 집행하기 위해 교도소에 재수감하겠다는 강경한 입장을 밝혔다.
그러자 미국 정부는 전두환이 김대중의 무사 귀국을 보장하지 않을 경우 1985년 4월로 예정된 전두환의 방미를 백지화시킬 수 있다는 경고를 서울에 전했고, 이에 당황한 전두환은 주미 한국대사관을 통해 최창윤의 발언이 전두환의 공식 입장이 아닌 개인적인 의견일뿐이라는 해명자료를 내놓았다. 또한 미국 국무부가 김대중을 강사로 초청하여 직원들에게 한국의 민주주의 등을 주제로 강연하도록 주선하면서 전두환 정권에 대한 미국의 압력은 점점 더 거세졌다.
마침내 1985년 2월 8일 김대중은 2년 2개월만에 한국 땅을 밟게 되었다. 이미 전두환이 김대중에 대해 가택 연금 외에는 어떠한 조치도 취하지 않겠다고 약속했으나, 미국 인사들은 여전히 전두환 을 완전히 신뢰하지 않았는지 민주당 에드워드 페이언(Ed Feighan), 민주당 토머스 폴리에타(Thomas M. Foglietta) 하원 의원을 비롯한 여러 미국의 저명 인사들이 김대중과 함께 비행기에 탑승하여 김포공항 입국장까지 그를 에워싸고 있었다. 그러나 입국장에 들어서는 순간 기다리고 있던 국가안전기획부 요원과 경찰이 김대중 부부를 강제로 끌고 지하로 이동해 국가안전기획부 버스에 강제로 태웠고, 이를 저지하려던 미국 인사들과 국가안전기획부 요원들이 충돌하는 사태까지 빚어졌다.
특히 당시 주한 미국 대사관은 이원경 당시 외무부 장관과의 협의를 통해 김대중이 귀국할 경우 미국 대사관 1등 서기관이 영접하고 대사관 관용차편으로 동교동 자택까지 동행하겠다는 방침을 세웠으나, 김대중의 귀국 당일 국가안전기획부의 방해로 미국 대사관 관계자들이 제시간에 도착하지 못했다. 이로 인해 뒤늦게 김대중의 동교동 자택에 도착한 미국 인사들은 분통을 터뜨리며 전두환 을 비난했고 특히 엘살바도르 주재 미국 대사를 지낸 로버트 화이트는 "서울 올림픽 때 미국인들이 안전하게 한국을 방문할 수 있는지를 재고해야 한다."는 발언까지 할 정도였다.
미국 정부 역시 가만히 있지 않았다. 미국 국무부는 김포공항에서의 소동에 대해 유감을 표시하고 이에 대한 해명을 요구했으며, 미국 대사관도 이원경 외무부 장관에게 합의 파기에 대한 사과와 해명을 요구하면서 전두환의 방미를 앞두고 한미간에 심각한 갈등이 발생했다. 특히 미국 정부가 전두환을 직접 비난한 것은 전두환이 대통령에 취임한 이래로 처음 있는 일이었다.

## 김대중 재심 무죄판결
1995년에는 광주 민주화 운동에 관한 특별법(5∙18 특별법)이 제정되어 김대중을 비롯한 관련자들의 재심 청구와 명예 회복이 이어졌고, 김대중은 대통령 임기를 마친 2003년 재심을 청구해 2004년 1월 이 사건에 대해 무죄를 선고받았다. 재판부는 판결문에서 “1979년 12·12사태와 1980년 5·18을 전후해 발생한 신군부의 헌정파괴범행을 저지하거나 반대함으로써 헌법의 존립과 헌정질서를 수호하기 위해 행한 정당한 행위이므로 형법 제20조의 정당행위에 해당, 범죄가 되지 않는다”고 밝혔다.

## 김대중 구명 비화
레이건 정부 당시 리처드 알렌 미 전 안보보좌관은 《손석희의 시선집중》에 출연해 김대중 구명운동에 관한 비화를 공개했다. 알렌 전 보좌관은 당시 상황에 대하여 "저를 만나러 미국을 방문한 한국의 특사는 저에게 사형이 예정대로 집행이 될 것이라고 이야기했으며, 사형될 것이라고 믿었습니다"면서 "미국은 비공식적 채널, 공식적 채널을 동원하여 김대중을 석방시키기 위한 조치를 취했다"고 말했다. 미국은 사형이 집행된다면 이것은 윤리적인 범죄가 될 것이라고 생각했고, "한국 뿐만 아니라 한미관계에 있어서 재앙이 될 것"이란 외교적 이유를 제시했다. 외교비화로 전두환이 레이건 미 대통령 취임 이후 첫 방문자도 아니었으며, 첫 방문자는 자메이카의 에드워드 세아가 총리라고 밝혔다. 그리고 전두환과 레이건의 만남은 정상회담도 아니었고 국빈방문도 아니었다고 말했다.